# Jimmy Osmond
Jimmy Osmond (* 16. April 1963 in Canoga Park, Los Angeles) war jüngstes Mitglied der US-amerikanischen Familien-Band „The Osmonds“ und etablierte sich
später als Unternehmer im Showgeschäft.

## Karriere
Mit seinen fünf älteren Brüdern gehörte er schon 1972 als 9-Jähriger zur Band The Osmonds, die u. a. auch im „Beat-Club“ des Deutschen Fernsehens auftrat. Sie waren in den 1970er Jahren das weiße Gegenstück zu The Jacksons. Nach seiner Solo-Karriere war er Leiter der Fernsehproduktion des US-amerikanischen Senders ABC. 1982/83 hatte er zwei Auftritte in der zweiten Staffel der Fernsehserie Fame – Der Weg zum Ruhm. 1985 hatte er einen Gastauftritt in der Serie Love Boat.
1990 gründete er die Osmond Theaterproduktionen (kurz OFT-Production) in Los Angeles (Kalifornien), die seit 1992 ihren Sitz in Branson (Missouri) hat. Im selben Jahr heiratete er auch Michelle Larson und ist mittlerweile der Vater von vier Kindern. 1999 wurde Osmond durch die US-Handelskammer als einer von zehn hervorragenden jungen amerikanischen Unternehmern geehrt.
2005 nahm er an der fünften Staffel der britischen Fernsehshow I’m a Celebrity…Get Me Out of Here! teil.

## Diskografie

### Studioalben
| Jahr | Titel      | Höchstplatzierung, Gesamtwochen, AuszeichnungChartplatzierungen (Jahr, Titel, Platzierungen, Wochen, Auszeichnungen, Anmerkungen) | Höchstplatzierung, Gesamtwochen, AuszeichnungChartplatzierungen (Jahr, Titel, Platzierungen, Wochen, Auszeichnungen, Anmerkungen) | Höchstplatzierung, Gesamtwochen, AuszeichnungChartplatzierungen (Jahr, Titel, Platzierungen, Wochen, Auszeichnungen, Anmerkungen) | Höchstplatzierung, Gesamtwochen, AuszeichnungChartplatzierungen (Jahr, Titel, Platzierungen, Wochen, Auszeichnungen, Anmerkungen) | Höchstplatzierung, Gesamtwochen, AuszeichnungChartplatzierungen (Jahr, Titel, Platzierungen, Wochen, Auszeichnungen, Anmerkungen) | Anmerkungen                |
| Jahr | Titel      | DE | AT | CH | UK | US | Anmerkungen                |
| ---- | ---------- | --- | --- | --- | --- | --- | -------------------------- |
| 1972 | Killer Joe | — | — | — | UK20 (12 Wo.)UK | US105 (14 Wo.)US | Erstveröffentlichung: 1972 |

grau schraffiert: keine Chartdaten aus diesem Jahr verfügbar
Weitere Veröffentlichungen:
- 1972: Little Jimmy Osmond
- 1975: Little Arrows
- 1981: Kimi Wa Pretty
- 1985: Siempre Tu
- 2000: Keep The Fire Burnin’

### Singles
| Jahr | Titel Album                                 | Höchstplatzierung, Gesamtwochen, AuszeichnungChartplatzierungen (Jahr, Titel, Album, Platzierungen, Wochen, Auszeichnungen, Anmerkungen) | Höchstplatzierung, Gesamtwochen, AuszeichnungChartplatzierungen (Jahr, Titel, Album, Platzierungen, Wochen, Auszeichnungen, Anmerkungen) | Höchstplatzierung, Gesamtwochen, AuszeichnungChartplatzierungen (Jahr, Titel, Album, Platzierungen, Wochen, Auszeichnungen, Anmerkungen) | Höchstplatzierung, Gesamtwochen, AuszeichnungChartplatzierungen (Jahr, Titel, Album, Platzierungen, Wochen, Auszeichnungen, Anmerkungen) | Höchstplatzierung, Gesamtwochen, AuszeichnungChartplatzierungen (Jahr, Titel, Album, Platzierungen, Wochen, Auszeichnungen, Anmerkungen) | Anmerkungen                         |
| Jahr | Titel Album                                 | DE | AT | CH | UK | US | Anmerkungen                         |
| ---- | ------------------------------------------- | --- | --- | --- | --- | --- | ----------------------------------- |
| 1972 | Long Haired Lover from Liverpool Killer Joe | DE35 (1 Wo.)DE | — | — | UK1 (27 Wo.)UK | US38 (10 Wo.)US | Erstveröffentlichung: März 1972     |
| 1972 | Tweedlee Dee Killer Joe                     | DE46 (1 Wo.)DE | — | — | UK4 (13 Wo.)UK | US59 (6 Wo.)US | Erstveröffentlichung: Dezember 1972 |
| 1974 | I’m Gonna Knock On Your Door Little Arrows  | — | — | — | UK11 (10 Wo.)UK | — | Erstveröffentlichung: März 1974     |

grau schraffiert: keine Chartdaten aus diesem Jahr verfügbar